# Pumpernickelsuppe

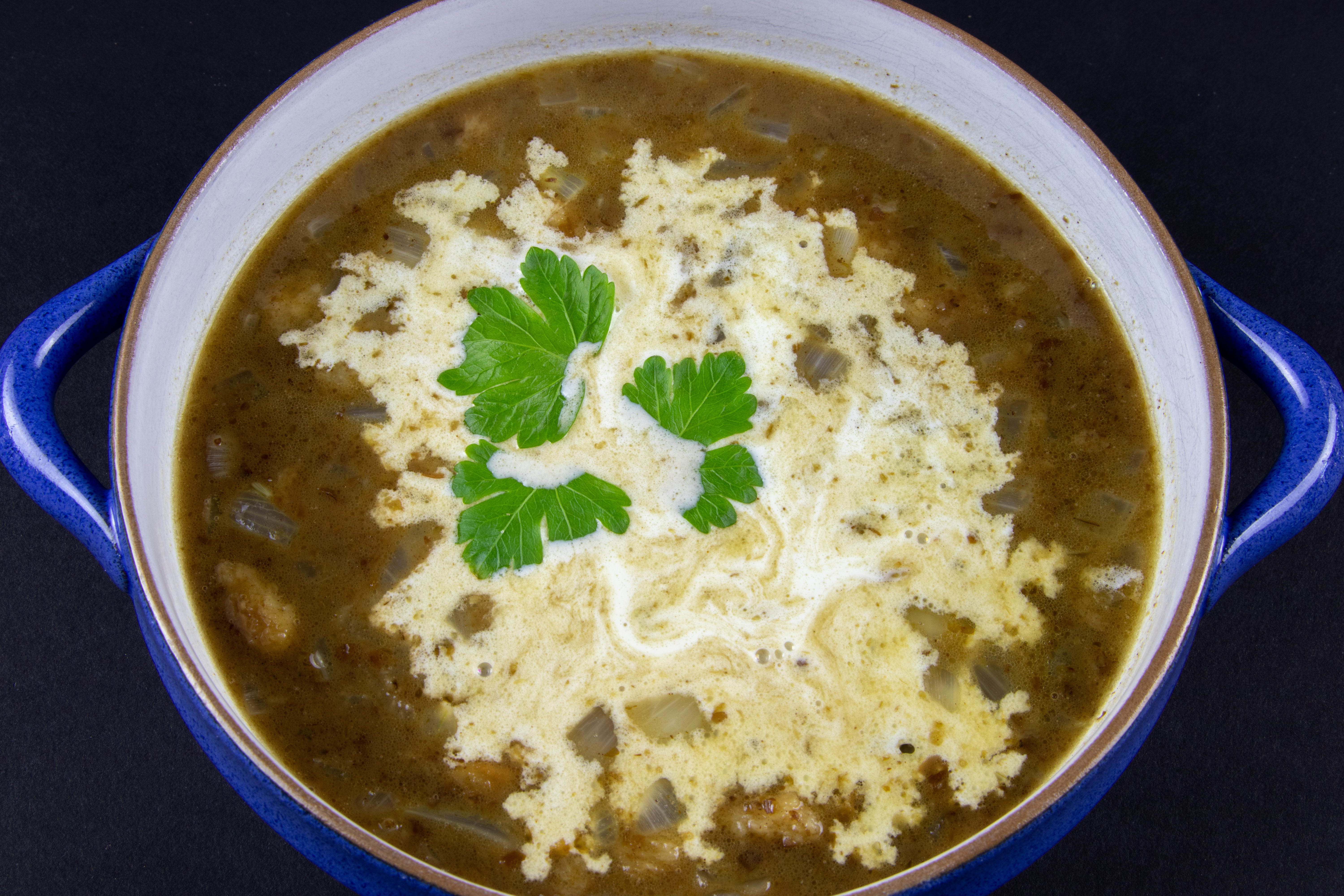
Pumpernickelsuppe

Pumpernickelsuppe ist eine regionaltypische Brotsuppe der westfälischen Küche, die im Wesentlichen aus Pumpernickel hergestellt wird.

## Zubereitung
Die klassische Pumpernickelsuppe wird aus Pumpernickel, einem westfälischen Schwarzbrot, und Wasser, Zwiebeln, einigen Gewürzen sowie etwas Sahne hergestellt. Für die Zubereitung werden zuerst Zwiebeln fein gehackt und angebraten, danach wird Wasser und zerbröselter Pumpernickel hinzugegeben. Zuletzt wird die Suppe mit Salz, Pfeffer und Zimt gewürzt und es werden Brösel von trockenem Weißbrot oder Zwieback hinzugegeben. Zum Servieren werden etwas Sahne und frische Kräuter auf die Teller gegeben.
Zur Variation kann Pumpernickel auch mit anderen Sorten von Schwarzbrot und Brötchen bzw. Weißbrot gemischt und zu einer Brotsuppe verarbeitet werden. Bei einer weiteren Variante wird die Suppe süß abgeschmeckt, wobei als Einlage Backpflaumen und Rosinen fungieren können. Auch der Zusatz von verschiedenen Gemüsesorten wie Sellerie, Lauch und Champignons ermöglicht Variationen des Grundrezepts.

## Belege
1. 1 2 3  „Pumpernickelsuppe“ In: Ira Schneider: Ostwestfalen-Lippe, Küchenklassiker. Wartberg Verlag, Gudensberg-Gleichen 2015, ISBN 978-3-8313-2475-0, S. 72.
2. 1 2  Pumpernickelsuppe, Rezept des Vereins Slow Food Deutschland e.V. (pdf); abgerufen am 28. Juli 2018.
3. ↑  Andis Pumpernickelsuppe auf der Website der Fernsehsendung Die Kochprofis; abgerufen am 28. Juli 2018.